# Pierre-Paul-Charles Grandsard
Pierre-Paul-Jacques Grandsard, francoski general, * 20. maj 1881, † 31. oktober 1966.